# 公民责任
《公民责任》是一部2006年的加拿大电影，杰夫·伦夫罗执导，彼得·克劳斯、哈立德·阿布·纳加、理查德·希夫、卡丽·马切特、伊恩·特雷西主演。该片讲述一名被反恐叙事影响的失业会计师逐渐陷入偏执的故事，反思了后九一一时代的社会心理创伤。

## 情节
九一一事件发生后，美国社会处于一种紧张的氛围之中。失业的会计师特里·艾伦发现街对面公寓的房客加布·哈桑行为古怪（比如深夜翻查垃圾），再加上电视媒体上频繁的反恐报道，遂怀疑加布参与恐怖活动。妻子玛勒操心买房的事情，认为丈夫神经过敏。特里暗中跟踪调查加布，一次潜入加布的家，发现加布接受一个伊斯兰组织的定期汇款。最终，他持枪劫持了加布，向其逼问，但加布却闪烁其词。特里制造的这场暴力事件最终引来特警抓捕。

## 主题
影片通过主人公特里·艾伦的行为，揭示了在美国社会对穆斯林的普遍恐惧与偏见。另外，还批判了媒体在引导公众心理方面的负面作用。媒体连篇累牍的报道极端事件，传递了恐慌。该片还探讨了追求国家安全与个人自由的冲突。特里擅自入侵加布的住所，导致自己被抓捕。这个情节探讨了法律与道德、个人行动与社会规范之间的边界感。

## 风格
导演擅长营造幽闭恐怖的氛围。一些情节的背景设定为狭窄的空间（如特里的客厅），并使用了许多监视镜头，为观众造成了一种心理压迫感。彼得·克劳斯的表演，通过各种细微表情，较好的传达了主角逐渐走火入魔直至崩溃的心理变化过程，而理查德·希夫饰演的探员则以冷静坚定的形象示人，两人产生了鲜明反差感，增强了戏剧感染力。
《亚利桑那共和报》影评人理查德·尼尔森（Richard Nilsen）对影片的评价有褒有贬。他写道：“这部电影确实营造了强烈的悬念与紧张感；伦夫罗从希区柯克那里学到了不少。最终对峙的戏码更是推向令人窒息的高潮。但这些优点仍无法挽救影片荒谬煽情的收尾。”